# Колеина
Колеина (бел. Каляiна) — деревня в Червенском районе Минской области Беларуси. Входит в состав Ляденского сельсовета. Население — 2 человека (2022).

## Географическое положение
Находится в 4 километрах к северу от железнодорожной станции Гродянка на линии Гродянка-Верейцы, в 24 км от Червеня, в 86 км от Минска.

## История
Населённый пункт известен с XIX века. Согласно переписи населения Российской империи 1897 года
застенок Якшицкой волости Игуменского уезда Минской губернии, насчитывавший 12 дворов, 65 жителей. В начале XX века дворов было 8, население — 75 человек. На 1917 год деревня, в которой насчитывалось 14 домов, 97 жителей. В Великую Отечественную войну в районе деревни шли ожесточённые бои. На деревенских кладбищах расположена братская могила погибших здесь советских солдат и партизан, в 1971 году на ней был поставлен памятник-обелиск. На 1997 год в деревне было 6 домов и 8 жителей. На 2024 год 2 постоянных жителя.

## Промышленность
Недалеко от Колеины, в урочище, на месте опустевшей деревни Трёхгранный Дуб расположен червенский асфальтобетонный завод «Вёска Эмульбит».

## Население
По данным переписи населения Белоруссии 2009 года население деревни составляло 4 человека. На 2024 год 2 постоянных жителя.